# Термопара

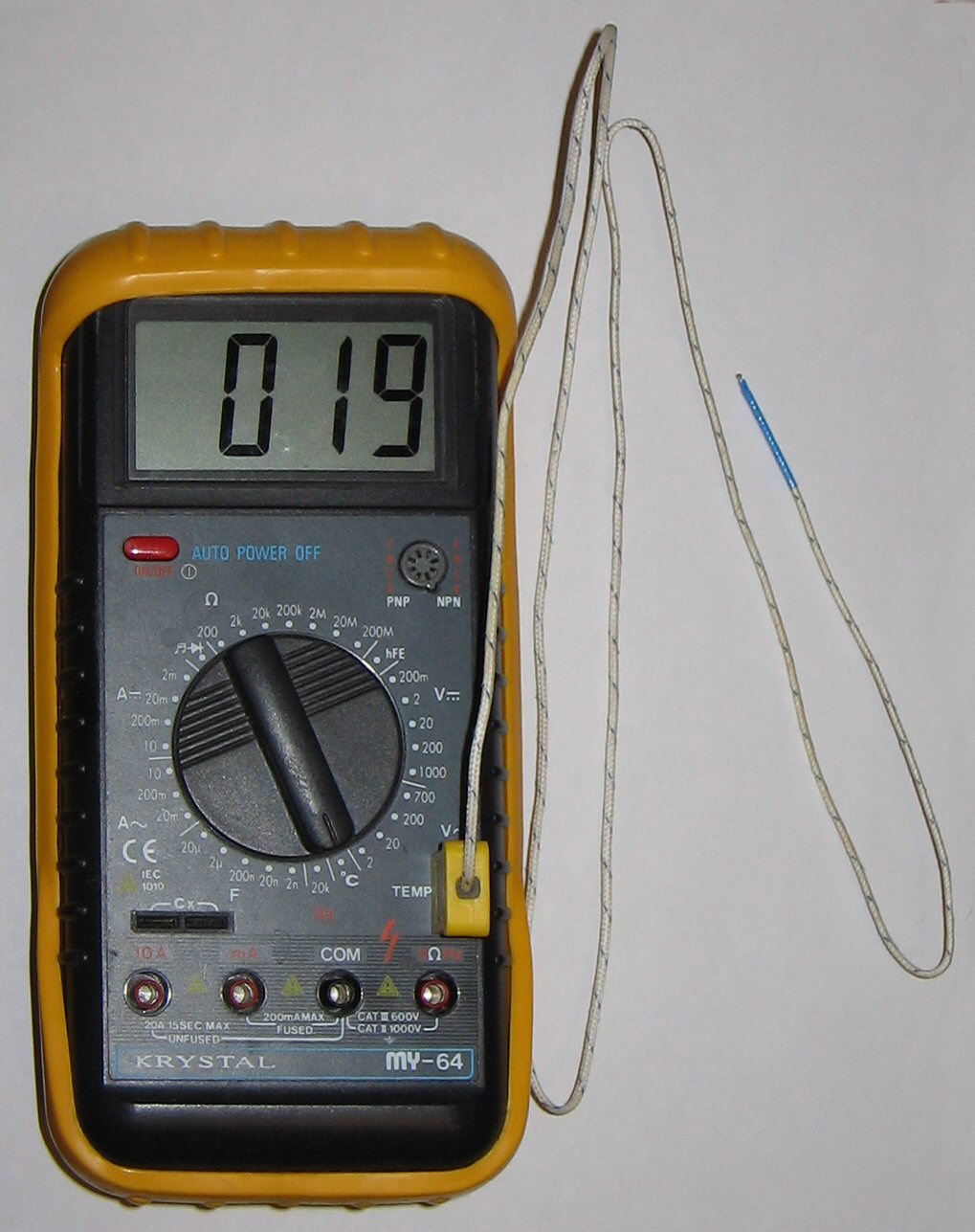
Термопара, підключена до вторинного вимірювального приладу.

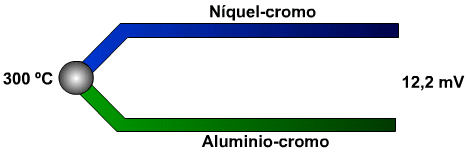
Схема термопари. При температурі спаю ніхрому і алюміній-нікелю 300 °C термо-ЕРС становить 12,2 мВ.

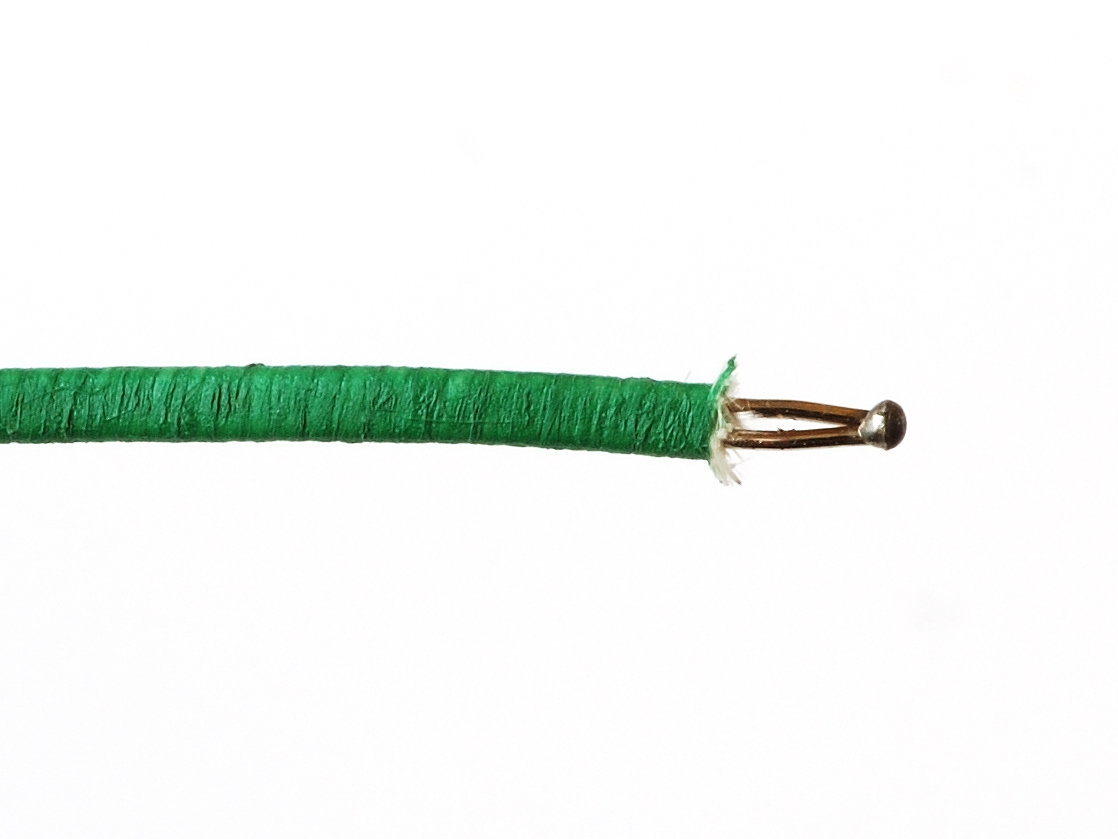
Фото термопари

Термопа́ра — чутливий елемент термоелектричного перетворювача у вигляді двох ізольованих провідників із різнорідних матеріалів, з'єднаних на одному кінці, принцип дії якого ґрунтується на використанні термоелектричного ефекту для вимірювання температури.

## Загальний опис
Використовується в устаткуванні для вимірювання температури, а також для прямого перетворення енергії тепла в електричну енергію у тих випадках, коли доцільно уникнути рухомих деталей (наприклад, у космосі). Поглинання тепла при проходженні електричного струму через контакт використовується в холодильниках тощо.
Термопару використовують як чутливий елемент (первинний вимірювальний перетворювач) у засобах контролю температури в печах. Термопара являє собою металевий провід з особливих сплавів, дві жили якого спаяні між собою, і спай розміщують в контрольовану зону печі. Вільні кінці проводу виведені за межі нагрівальної зони та з'єднані з приладом, що показує перетворений сигнал одержаний від спаю термопари. Термопара, що перебуває в печі, захована у вогнестійкий чохол, що захищає її від агресивного середовища печі.

## Принцип дії
Принцип дії термопари базується на термоелектричних явищах. Термопара складається з двох провідників, сполучених кінцями так, що вони утворюють два контакти. Контакти поміщають в середовища з різною температурою. Технічні вимоги до термопар визначаються ДСТУ 2857-94 та ДСТУ IEC 60584.
| Тип термопари за МЕК* | Тип термопари за ДСТУ (ГОСТ)      | Температурний діапазон °C (довготривало) | Температурний діапазон °C (короткотривало) |
| K                     | ТХА (хромель-алюмелеві)           | 0 до +1100                               | −180 до +1300                              |
| J                     | ТЖК (залізо-константанові)        | 0 до +700                                | −180 до +1200                              |
| N                     | ТНН (ніхросил-нісилові)           | 0 до +1100                               | −270 до +1300                              |
| R                     | ТПП 13 (платинородій-платинові)   | 0 до +1600                               | −50 до +1700                               |
| S                     | ТПП 10 (платинородій-платинові)   | 0 до 1600                                | −50 до +1750                               |
| B                     | ТПР (платинородій-платинородієві) | +200 до +1700                            | 0 до +1820                                 |
| T                     | ТМКн (мідь-константанові)         | −185 до +300                             | −250 до +400                               |
| E                     | ТХКн (хромель-константанові)      | 0 до +800                                | −40 до +900                                |

*  Міжнародна електротехнічна комісія

## Пари металів, що використовуються для основних термопар (МЕК)
- платинородій-платинові — Тип R
- платинородій-платинові — Тип S
- платинородій-платинородієві — Тип B
- залізо-константанові (залізо-мідьнікелеві) — Тип J
- мідь-константанові (мідь-мідьнікелеві) — Тип Т
- ніхросил-нісилові (нікельхромнікель-нікелькремнієві) — Тип N.
- хромель-алюмелеві — Тип K
- хромель-константанові — Тип E
- хромель-копелеві — Тип L
- мідь-копелеві — Тип М
- сильх-силінові — Тип I
- вольфрам і реній — вольфрам-ренієві — Тип А-1, А-2, А-3.

### Термометр
Принцип дії термопари заснований на ефекті Зеєбека, інакше термо-ЕРС. Коли кінці провідника піддати різним температурам, між ними виникає різниця потенціалів, пропорційна різниці температур, коефіцієнт пропорційності називають коефіцієнт термо-ЕРС. У різних металів коефіцієнт термо-ЕРС різний, і відповідно різниця потенціалів, що виникає між кінцями різних провідників, буде різна. Помістивши спай з металів з відмінними коефіцієнтами термо-ЕРС в середовище з температурою {\displaystyle T_{1}}, ми отримаємо напругу між протилежними контактами, що піддані іншій температурі {\displaystyle T_{2}}, яка буде пропорційна різниці температур {\displaystyle T_{1}} і {\displaystyle T_{2}}.

### Джерело живлення
Електрорушійна сила, що виникає в термопарі, між нагрітим і холодним кінцем, може використовуватися як джерело живлення. Ефективність такого джерела невисока, але в певних умовах, наприклад, в космосі, далеко від Сонця, таке джерело незамінне, зважаючи на відсутність рухомих частин. Для нагрівання гарячого кінця термопари в космічних апаратах використовують тепло від радіоактивного розпаду.

### Нагрівач або холодильник
Термопари застосовують також у нагрівачах та холодильниках, використовуючи ефект Пельтьє. При проходженні електричного струму через контакти термопари один із них нагрівається, а другий охолоджується.